# Атентат срещу Борис III в Арабаконак
Атентатът срещу цар Борис III е извършен на 14 април 1925 г. от група анархо-комунисти (Васил Икономов, Васил Попов – Героя, Нешо Тумангелов, Антон Ганчев и Нешо Мандулов) в прохода Арабаконак. Царят успява да се спаси, но загиват пътуващият с него ентомолог Делчо Илчев и главен ловджия Петър Котев. С царя пътуват още адютантът му Неделчо Стаматов и шофьорът на колата.
Има две версии за подготовката на атентата. Според едната, отвличането на царя е планирано предварително с цел да бъде разменен срещу множеството политически затворници от това време. Според другата, четниците са поискали да спрат автомобила и едва тогава са забелязали кой се вози в него. Не се подлага на съмнение фактът, че целта е била царят да бъде заловен жив, а не убит.
Нападението предизвиква буря от възмущение сред представителите на управляващата класа и пресата. На другия ден министър-председателят Александър Цанков, министри, военни, политически лидери и „редови“ поданици дефилират пред двореца, за да поздравят царя за „избавлението“ му. В кореспонденция на английския вестник „Таймс“ от София, на 15 април четем: „Неописуеми сцени на ентусиазъм се виждаха в София тази сутрин, когато бе отслужен благодарствен молебен в храма „Св. Александър Невски“ от благодарност за спасяването на царя.“
На същия ден в София е убит генерал Константин Георгиев. Няколко дни по-късно, по време на погребението на убитите при тези атентати, комунистите от БКП извършват атентата в църквата Света Неделя, най-големият терористичен акт в историята на България.